# Fungiacyathus
Fungiacyathus Sars, 1872 è un genere di madrepora della sottoclasse degli Esacoralli. È l'unico genere della famiglia Fungiacyathidae.

## Descrizione
Il genere comprende coralli solitari a forma discoidale, generalmente con una base piatta o leggermente concava (septotheca) che porta costole o granuli increspati. I setti sono altamente dentati o laciniati, increspati lateralmente e uniti ai setti adiacenti da robuste sinapticole. La columella è spugnosa.
Tutti i Fungiacyathus sono sprovvisti di zooxanthellae. Crescono su substrati morbidi e crescono in forma solitaria, sempre staccati gli uni dagli altri.  Il più grande esemplare noto ha un diametro del calice di 62 mm, ma la maggior parte ha un diametro inferiore a 25 mm. Il loro corallum è di solito estremamente fragile e quindi spesso danneggiato nella raccolta.

## Distribuzione e habitat
Le specie sono distribuite in tutti i bacini oceanici, incluso l'Oceano antartico, e ad una profondità di 70-6328 m, che è la profondità più grande da cui siano mai stati registrati i coralli sclerattiniani.

## Tassonomia
Il genere Fungiacyathus è composto da 2 sottogeneri e dalle relative specie.:
Sottogenere Fungiacyathus (Bathyactis). Moseley, 1881.
- Fungiacyathus (Bathyactis) crispus. (Pourtalès, 1871)
- Fungiacyathus (Bathyactis) dennanti. Cairns & Parker, 1992
- Fungiacyathus (Bathyactis) fissidiscus. Cairns & Zibrowius, 1997
- Fungiacyathus (Bathyactis) fissilis. Cairns, 1984
- Fungiacyathus (Bathyactis) granulosus. Cairns, 1989
- Fungiacyathus (Bathyactis) hydra. Zibrowius & Gili, 1990
- Fungiacyathus (Bathyactis) marenzelleri. (Vaughan, 1906)
- Fungiacyathus (Bathyactis) margaretae. Cairns, 1995
- Fungiacyathus (Bathyactis) pliciseptus. Keller, 1981
- Fungiacyathus (Bathyactis) pseudostephanus. Keller, 1976
- Fungiacyathus (Bathyactis) sibogae. (Alcock, 1902)
- Fungiacyathus (Bathyactis) symmetricus. (Pourtalès, 1871)
- Fungiacyathus (Bathyactis) turbinolioides. Cairns, 1989
- Fungiacyathus (Bathyactis) variegatus. Cairns, 1989

Sottogenere Fungiacyathus (Fungiacyathus). Sars, 1872.
- Fungiacyathus (Fungiacyathus) fragilis. Sars, 1872
- Fungiacyathus (Fungiacyathus) multicarinatus. Cairns, 1998
- Fungiacyathus (Fungiacyathus) paliferus. (Alcock, 1902)
- Fungiacyathus (Fungiacyathus) pusillus. (De Pourtalès, 1868)
- Fungiacyathus (Fungiacyathus) sandoi. Cairns, 1999
- Fungiacyathus (Fungiacyathus) stephanus. (Alcock, 1893)